# Скандинавська модель

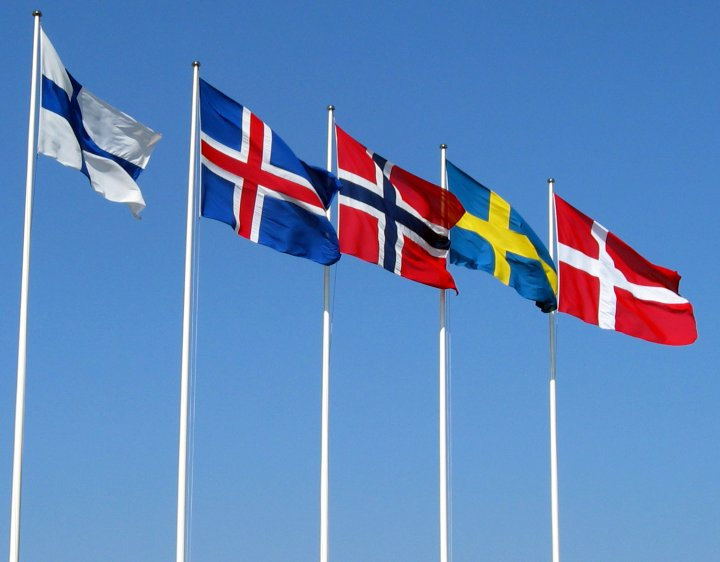
Прапори скандинавських країн

Скандинавська модель (англ. Scandinavian model) також Північна модель (англ. Nordic model), Шведська модель(швед. Svensk modell) (Швеція, Норвегія, Фінляндія, Данія, Ісландія) — колективістсько-універсалістська модель соціально-економічного розвитку на основі приватної власності і ринку. В ній економіка має соціальний аспект, який передбачає вирівнювання рівня життя населення за рахунок використання результатів приватно-капіталістичного підприємництва й економічного зростання. Держава активно втручається в економіку в дусі кейнсіанських рецептів, встановлює високі ставки оподаткування. Доходи розподіляються на користь малозабезпечених громадян і розповсюджених різноманітних «вільних асоціацій».
Ця модель у 1960—1980 роках була характерна для скандинавських країн, і в першу чергу Швеції, тому і отримала таку назву. Вона дозволила у ці роки скандинавським країнам досягти найвищих, серед інших розвинених країн, показників соціалізації економіки, зокрема у розподілі ВВП, соціальних витратах держави, за ступенем рівномірності в розподілі доходів, зближенню рівнів оплати праці, зниженням кількості осіб, які перебувають нижче офіційної межі бідності.

## Історія
Скандинавська модель пройшла три етапи розвитку. Перший — довоєнні 1930-ті роки, другий — післявоєнні роки аж до середини 1970-х років, третій — наступні десятиліття. Спочатку дуже мало відрізняючись від інших промислово розвинених капіталістичних країн, роль держави у забезпеченні всебічного добробуту та інфраструктури при скандинавській моделі розширилася після Другої світової війни до досягнення широкого соціал-демократичного консенсусу в 1950-х роках, який став відомий як соціально-ліберальна парадигма, яка сформувалася в неоліберальну парадигму кінця 1980-х — початку 1990-х років
Скандинавська модель є не тільки є у формі лівоцентристської ідеології соціал-демократії, де більш суттєвий акцент посідає егалітаризм, а й у формі центризму, і сама ця ідеологія найчастіше підходить для описання сутності скандинавської моделі. Однак, сама скандинаська модель певною мірою відрізняється від західноєвропейських й, тим більш, від американських традицій своїм соціальном акцентом: тези про мобілізацію енергетичних ресурсів Вальтера Корпі в 1981 р. були вирішальними для центральної ролі робітників і організацій роботодавців у розробці схем загального добробуту. Різноманітні сучасні програми соціального забезпечення, будь то виплати допомоги по хворобі чи пенсії, вперше з'явилися в колективних договорах, укладених на переговорах. Більше того, цілком імовірно, що надихаючі ідеї та досвід навчання, які передавались між скандинавськими країнами, також вийшли за межі партійних ліній у цих країнах. Таким чином, політична підтримка скандинавської моделі була побудована на широкій мобілізації влади та більш високому ступеню балансу між основними інтересами суспільства. ніж це видно в більшості інших країн.
Проте, ця модель почала знижувати свою ефективність уже в першій половині 1980-х років, коли стала розпадатися централізована система колективно-договірного регулювання, до мінімуму зменшився вплив держави в царині формування заробітної плати. Темпи економічного зростання почали знижуватися, тому з початку 1990-х стали говорити про можливий четвертий етап розвитку, коли на скандинавську модель почали впливати моделі соціально-економічного розвитку в рамках Європейського Союзу. Однак, цей вплив змусив лише здійснити модернізацію моделі, а не скасовувати її.

## Характеристика та особливості
Основні характерні якості Північної моделі були сформовані в 1960-х роках і є наступними:
- Розроблена мережа соціального захисту, на додаток до державних послуг, таких як безкоштовна освіта та загальне медичне обслуговування в системі, що фінансується переважно податками[9].
- Міцні права власності, забезпечення виконання контрактів і загальна простота ведення бізнесу[10].
- Державні пенсійні виплати[11].
- Високий рівень демократії, як видно з дослідження Freedom in the World та Індексу демократії[12][13].
- Вільна торгівля в поєднанні з колективним розподілом ризиків (соціальні програми соціального забезпечення та інститути ринку праці), що забезпечило форму захисту від ризиків, пов'язаних з економічною відкритістю[11].
- Невелике регулювання ринку товарів. Країни Північної Європи посідають дуже високі позиції щодо свободи ринку товарів згідно з рейтингом ОЕСР[11].

Співвідношення державних витрат до валового внутрішнього продукту в країнах Північної Європи є одними з найбільш високих серед розвинених держав. Станом на 2012 рік ці показники становлять:
1. Данія 59,5 %[14]
2. Фінляндія 56,0 %[15]
3. Ісландія 46,5 %[15]
4. Норвегія 43,2 %[15]
5. Швеція 52,0 %[14]

## Роль протестантської етики
Існує точка зору, що як і в Німеччині, Нідерландах, Великій Британії та інших протестантських державах, дуже важливу роль в становленні політичного та соціально-економічного життя держав Скандинавії зіграла протестантська трудова етика. Лютеранство, домінуюча релігійна традиція північних країн, фундаментально вплинула на розвиток соціал-демократії. Мартін Шредер, шведський економічний історик, стверджує, що лютеранство просувало ідею загальнонаціональної спільноти віруючих і призвело до посилення участі держави в економічному та соціальному житті, дозволяючи загальнонаціональну солідарність добробуту та економічну координацію. Фін Паулі Кеттунен представляє скандинавську модель як централізовану структуру, де роль лютеранської церкви є лише одним із аспектів культурних цінностей і державних структур, які призвели до розвитку соціальної держави в Скандинавії.

## Скандинавська модель та соціалізм
Поширена думка, що у скандинавських країнах збудовано соціалізм. Соціалізм передбачає суспільну власність на засоби виробництва. Натомість, у скандинавських країнах є приватна власність на засоби виробництва з високим рівнем розподілу ВВП через держбюджет на фоні високого рівня соціального капіталу — довіри між урядом, громадськістю, бізнесом. Це більш характерно для капіталістичних відносин.
Однак, авторитетний науковий журнал The Economist стверджує, що скандинавська модель поєднала в собі найкращі елементи капіталізму та соціалізму, а також, що система держав Північної Європи є найбільш ефективною в світі. Північна модель була позитивно сприйнята деякими американськими політиками та політичними аналітиками. Джеррі Мандер порівняв скандинавську модель із своєрідною «гібридною» системою, яка поєднує капіталістичну економіку з соціалістичними цінностями, що є альтернативою капіталізму американського зразка (англо-саксонська модель).